# Sarda
Sarda (łac. Sardanensis) – stolica historycznej diecezji w Dalmacji Superiore, sufragania również historycznej archidiecezji Doclea w rejonie Epir, współcześnie miejscowość Szkodra w Albanii. Obecnie katolickie biskupstwo tytularne. 

## Historia
Tereny diecezji Sarda od XI w. należały do metropolii barskiej. Diecezja Sarda była erygowana w XI w. W trakcie swojego istnienia na krótko była łączona z innymi diecezjami.  W 1491 diecezję zlikwidowano, włączając ją do diecezji Sapa (współcześnie biskupstwo tytularne). Stolica tytularna Sarda ustanowiona została w 1933.

## Biskupi tytularni
| Lp. | Biskup                          | Funkcja                               | Od               | Do               |
| --- | ------------------------------- | ------------------------------------- | ---------------- | ---------------- |
| 1   | Luis Baldo Riva                 | biskup pomocniczy Trujillo (Peru)     | 13 marca 1969    | 15 stycznia 1978 |
| 2   | Pierre DuMaine                  | biskup pomocniczy San Francisco (USA) | 24 kwietnia 1978 | 27 stycznia 1981 |
| 3   | François Xavier Nguyễn Văn Sang | biskup pomocniczy Hà Nôi              | 24 marca 1981    | 3 grudnia 1990   |
| 4   | Ramiro Moliner Inglés           | nuncjusz apostolski                   | 2 stycznia 1993  | 20 sierpnia 2024 |